# Сухарно
Сухарно је насеље у Србији у општини Бујановац у Пчињском округу. Према попису из 2022. било је 114 становника.

## Демографија
У насељу Сухарно живи 207 пунолетних становника, а просечна старост становништва износи 28,6 година (30,3 код мушкараца и 26,7 код жена). У насељу има 44 домаћинства, а просечан број чланова по домаћинству је 7,02.
Ово насеље је великим делом насељено Албанцима (према попису из 2002. године), а у последња три пописа, примећен је пад у броју становника.
|  |

| Демографија | Демографија | Демографија |
| Година      | Становника  | Становника  |
| ----------- | ----------- | ----------- |
| 1948.       | 373         |             |
| 1953.       | 390         |             |
| 1961.       | 426         |             |
| 1971.       | 440         |             |
| 1981.       | 370         |             |
| 1991.       | 369         | 369         |
| 2002.       | 309         | 320         |
| 2022.       | 114         |             |

| Етнички састав према попису из 2002.‍ | Етнички састав према попису из 2002.‍ | Етнички састав према попису из 2002.‍ | Етнички састав према попису из 2002.‍ | Етнички састав према попису из 2002.‍ |
| ------------------------------------ | ------------------------------------ | ------------------------------------ | ------------------------------------ | ------------------------------------ |
|                                      |                                      |                                      |                                      |                                      |
| Албанци                              | Албанци                              |                                      | 307                                  | 99,35%                               |
| Бошњаци                              | Бошњаци                              |                                      | 1                                    | 0,32%                                |
| непознато                            | непознато                            |                                      | 1                                    | 0,32%                                |

| Година пописа     | 1948. | 1953. | 1961. | 1971. | 1981. | 1991. | 2002. |
| ----------------- | ----- | ----- | ----- | ----- | ----- | ----- | ----- |
| Број домаћинстава | 51    | 51    | 56    | 52    | 46    | 57    | 44    |

| Број чланова      | 1 | 2 | 3 | 4 | 5 | 6 | 7 | 8 | 9 | 10 и више | Просек |
| ----------------- | - | - | - | - | - | - | - | - | - | --------- | ------ |
| Број домаћинстава | 0 | 2 | 4 | 5 | 6 | 6 | 5 | 3 | 1 | 12        | 7,02   |

| Пол    | Укупно | Неожењен/Неудата | Ожењен/Удата | Удовац/Удовица | Разведен/Разведена | Непознато |
| ------ | ------ | ---------------- | ------------ | -------------- | ------------------ | --------- |
| Мушки  | 124    | 57               | 63           | 4              | 0                  | 0         |
| Женски | 105    | 38               | 60           | 7              | 0                  | 0         |
| УКУПНО | 229    | 95               | 123          | 11             | 0                  | 0         |

| Пол    | Укупно                    | Пољопривреда, лов и шумарство | Рибарство                            | Вађење руде и камена | Прерађивачка индустрија       |
| ------ | ------------------------- | ----------------------------- | ------------------------------------ | -------------------- | ----------------------------- |
| Мушки  | 87                        | 79                            | 0                                    | 0                    | 0                             |
| Женски | 69                        | 67                            | 0                                    | 0                    | 0                             |
| УКУПНО | 156                       | 146                           | 0                                    | 0                    | 0                             |
| Пол    | Производња и снабдевање   | Грађевинарство                | Трговина                             | Хотели и ресторани   | Саобраћај, складиштење и везе |
| Мушки  | 0                         | 0                             | 4                                    | 0                    | 0                             |
| Женски | 0                         | 0                             | 0                                    | 0                    | 0                             |
| УКУПНО | 0                         | 0                             | 4                                    | 0                    | 0                             |
| Пол    | Финансијско посредовање   | Некретнине                    | Државна управа и одбрана             | Образовање           | Здравствени и социјални рад   |
| Мушки  | 0                         | 0                             | 0                                    | 0                    | 0                             |
| Женски | 0                         | 0                             | 0                                    | 0                    | 0                             |
| УКУПНО | 0                         | 0                             | 0                                    | 0                    | 0                             |
| Пол    | Остале услужне активности | Приватна домаћинства          | Екстериторијалне организације и тела | Непознато            | Непознато                     |
| Мушки  | 0                         | 0                             | 0                                    | 4                    | 4                             |
| Женски | 0                         | 0                             | 0                                    | 2                    | 2                             |
| УКУПНО | 0                         | 0                             | 0                                    | 6                    | 6                             |